# Франк Рюле
Франк Рюле (5 березня 1944 , Дона ) — німецький веслувальник, дворазовий олімпійський чемпіон, двориразовий чемпіон світу та Європи.

## Біографія
Франк Рюле народився 5 березня 1944 року у місті Дона. У дитинстві грав у гандбол, але у віці 14 років у 1959 році перейшов до академічного веслування. Проходив підготовку у Дрездені у місцевому спортивному клубі «Айнхайт Дрезден» під керівництвом тренера Ганса Екштайна.
Першого серйозного успіху на дорослому міжнародному рівні досяг у сезоні 1966 року, коли увійшов до основного складу східнонімецької національної збірної та побував на чемпіонаті світу в Бледі, звідки привіз золоту медаль, виграну в заліку розпашних четвірок без керма.
У 1967 році у безрульних четвірках здобув перемогу на чемпіонаті Європи у Віші.
Завдяки низці вдалих виступів удостоївся права захищати честь країни на літніх Олімпійських іграх 1968 року в Мехіко - у складі екіпажу, куди також увійшли Дітер Шуберт, Франк Форбергер і Дітер Гран, з якими став олімпійським чемпіоном.
Ставши олімпійським чемпіоном, Рюле залишився у складі збірної команди НДР та продовжив брати участь у найбільших міжнародних регатах. Так, у 1970 році в безрульних четвірках він був найкращим на світовій першості в Сент-Катарінсі.
На чемпіонаті Європи 1971 року в Копенгагені додав до послужного списку ще одну золоту медаль, одержану в безрульних четвірках.
Перебуваючи серед лідерів східнонімецької національної збірної, пройшов відбір на Олімпійські ігри 1972 року в Мюнхені — тут з тими ж партнерами знову обійшов усіх суперників у заліку безрульних четвірок і став дворазовим олімпійським чемпіоном.
За видатні спортивні досягнення нагороджувався орденом «За заслуги перед Батьківщиною» у сріблі (1968) та золоті (1972). Кавалер срібного ордена «Зірка дружби народів» (1971).
Згодом працював тренером з академічного веслування та спортивним функціонером. Після об'єднання Німеччини займався бізнесом із продажу спортивного одягу.

## Виступи на Олімпіадах
| Олімпіада   | Дисципліна | Місце |
| ----------- | ---------- | ----- |
| Мехіко 1968 | четвірки   | 1     |
| Мюнхен 1972 | четвірки   | 1     |

## Зовнішні посилання
- Франк Рюле — олімпійська статистика на сайті Sports-Reference.com (англ.) (архівна версія)
- Франк Рюле на сайті FISA.